# ハーーナ殿下
ハーーナ殿下（はああなでんか）は、日本のライトノベル作家。青森県弘前市出身・在住。

## 概要
2015年時点では、弘前市内で自営業を営んでいた。中学・高校時代から将来の夢として漫画家か小説家を挙げていた。多忙な社会人生活を過ごすうちに夢を見失っていたものの、2013年2月頃に小説投稿サイト「小説家になろう」に出会い、2014年5月9日に同サイトで『転生したら森林民族だった』を投稿して執筆活動を開始。
2015年10月に書籍化オファーがあり、同年に『マタギの孫をなめんなよ! 〜魔獣を狩る者たち〜』でプロデビュー。2018年には『素人おっさん、転生サッカーライフを満喫する』で第6回ネット小説大賞を受賞した。

## 作品リスト
- 『マタギの孫をなめんなよ! 〜魔獣を狩る者たち〜』（イラスト: よー清水、アース・スターノベル〈アース・スター エンターテイメント〉）[8]
- 『オレの恩返し 〜ハイスペック村づくり〜』（イラスト: 植田亮、アース・スターノベル〈アース・スター エンターテイメント〉）[9]
- 『素人おっさん、転生サッカーライフを満喫する』（イラスト: 白蘇ふぁみ、ツギクルブックス〈ツギクル〉）[10]
- 『戦鬼と呼ばれた男、王家に暗殺されたら娘を拾い、一緒にスローライフをはじめる』（イラスト: DeeCHA、アース・スターノベル〈アース・スター エンターテイメント〉）[11]
- 『冒険者ギルドのチート経営改革 魔神に育てられた事務青年、無自覚支援で大繁盛』（イラスト: ももいろね、アース・スターノベル〈アース・スター エンターテイメント〉）[12]